# Odyneropsis apicalis
Odyneropsis apicalis är en biart som beskrevs av Adolpho Ducke 1909. Odyneropsis apicalis ingår i släktet Odyneropsis och familjen långtungebin. Inga underarter finns listade i Catalogue of Life.